# Sport en Irlande du Nord
Cet article traite du sport en Irlande du Nord.
La situation géopolitique particulière de l'Irlande du Nord influe sur le monde du sport. Dans certaines disciplines telles que le rugby à XV l'Irlande propose une équipe d'Irlande unifiée (Irlande et Irlande du Nord réunies), dans d'autres telles que le football, l'Irlande du Nord a sa propre équipe nationale, enfin pour certaines compétitions telles que les Jeux olympiques, les athlètes nord-irlandais concourent au sein de l'équipe de Grande-Bretagne.

## Histoire

### Apparitions des disciplines
Les premiers sports apparus au XVe siècle en Irlande du Nord sont les sports gaéliques. Au XIXe siècle, ces sports ont failli disparaitre. Leur sauvegarde doit beaucoup aux aspirations nationalistes de l'époque qui ont promu les sports gaéliques comme un élément de la culture irlandaise.
Plus tard au XVIIIe siècle les Britanniques ont introduit le criquet, ainsi que le football et le rugby.

### Hymnes

L’Ulster Banner, drapeau officiel de l'Irlande du Nord de 1953 à 1972.

Officiellement, God Save the King, l'hymne du Royaume-Uni, est aussi l'hymne de l'Irlande du Nord et est employé par l'équipe d'Irlande du Nord de football, mais il est parfois vu comme un chant partisan unioniste.
C'est pourquoi le Londonderry Air est joué quand l'Irlande du Nord participe à certaines rencontres sportives, notamment les Jeux du Commonwealth. 
L'équipe irlandaise de rugby, qui comprend la république d'Irlande et l'Irlande du Nord, utilise un hymne spécialement composé, Ireland's Call, mais on chante aussi l'hymne national de la République, Amhrán na bhFiann, quand on joue à Dublin.

## Disciplines

### Hockey sur glace
Les Belfast Giants participent  au Championnat du Royaume-Uni de hockey sur glace depuis la saison 2000-01 et sont la seule équipe d'Irlande du Nord dans la ligue. Des joueurs tels que Mark Morrison, Graeme Walton et Gareth Roberts font partie de l'équipe.

## Sportifs emblématiques
George Best, considéré comme une légende du football, est sans conteste le sportif nord irlandais le plus célébré dans le monde. Rory McIlroy est aussi célèbre.